# 范妮·肯布尔
弗朗西斯·安妮·“范妮”·肯布尔（Frances Anne "Fanny" Kemble；1809年11月27日—1893年1月15日）是一位19世纪英国女演员，也一位废奴主义者和作家，出版过戏剧、诗歌、回忆录和游记。

## 早年

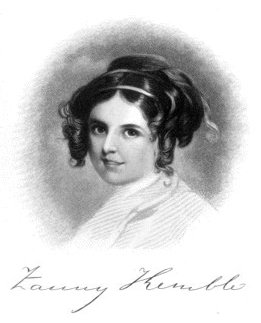
年轻时的样子

范妮是出生于一个戏剧世家，是家中长女，父亲查尔斯·肯布尔和母亲玛丽·特蕾莎·德坎普都是演员。她的妹妹阿德莱德·肯布尔后来成为歌剧歌手。范妮出生于伦敦，1821年像当时英国很多艺术世家的孩子一样，前往巴黎的寄宿学校学习艺术和音乐。在香榭丽舍大街的兰姆女士学院（Mrs. Lamb's Academy），范妮第一次登台表演。此外，她年轻时也喜欢研究文学和诗歌，特别是拜伦勋爵的作品。
16岁，她进入雷丁修道院女子学校（Reading Abbey Girls' School），弗朗西斯·阿拉贝拉·罗登（Frances Arabella Rowden）是她的老师之一。罗登热爱戏剧，还是一位诗人，而且根据玛丽·拉塞尔·米特福德的说法，“她有把学生培养成女诗人的诀窍”。
1827年，肯布尔创作了她的第一部五幕剧《弗朗西斯一世》，受到好评。

## 演艺事业
1829年10月26日，19岁的肯布尔在皇家歌劇院排练了三周就首次登上舞台，饰演《罗密欧与朱丽叶》中的朱丽叶，迅速出名，也让她的父亲挽回了当剧院经理的损失。她扮演过当时所有主要的女性角色，如莎士比亚的女主和《造谣学校》中的蒂泽尔夫人。
1834年结婚后曾退出演艺圈，但在和丈夫分居后重返舞台，1849年开始她的第一次美国巡演。她主要表演莎士比亚的经典作品，能演出的剧目达25部。1868年，她再次退出舞台。
范妮·肯布尔演艺事业很成功，使得她能够在马萨诸塞州莱诺克斯买下一套房子。

## 婚姻
1834年6月7日，肯布尔嫁给了皮尔斯·米斯·巴特勒（Pierce Mease Butler），她与父亲于1832年在美国结识了他的爷爷、美国参议员皮尔斯·巴特勒。巴特勒继承了他祖父的大量种植园、农场、奴隶。
在他们结婚的最初几年，巴特勒不愿意带妻子去种植园参观。在范妮的坚持下，他们在1838年到1839年的冬天到巴特勒岛和圣西蒙斯的种植园过冬。范妮经过观察，写成《1838年至1839年乔治亚种植园日记》（Journal of a Residence on a Georgian Plantation in 1838–1839），表现出强烈的廢奴主義情绪。
1839年春全家返回费城后，巴特勒威胁肯布尔不要发表任何有关种植园的文章，否则将不让她见女儿。此外，巴特勒出轨也令她感到痛苦。
两人婚姻迅速崩溃，肯布尔离开丈夫返回英国。巴特勒在1847年提出离婚。离婚官司打了很久，1849年终于离婚后，巴特勒保留了两个女儿的监护权。除了短暂探望外，范妮·肯布尔直到女儿们21岁成年后才与她们团聚。
巴特勒挥霍无度，很快花掉了约70万美元，1859年3月2日至3日出售了他的436名奴隶，免于破产。这场在薩凡納郊外举行的奴隶大拍卖会是美国历史上规模最大的一次，被美国记者大幅报道。
美国内战结束后，巴特勒试图雇佣自由劳工经营种植园，但未能盈利。1867年，他在乔治亚州死于疟疾。他和范妮都没有再婚。

## 晚年
1877年，她回到伦敦与她的小女儿弗朗西斯团聚，弗朗西斯与她的英国丈夫和孩子一起搬到了那里。范妮·肯布尔离婚后一直使用用她的原本的姓氏，住在小女儿家直到去世。期间，她也活跃于伦敦社交圈，是美国作家亨利·詹姆斯的好友。后者的小说《华盛顿广场》改编自肯布尔告诉他的一则亲戚的故事。

## 创作
肯布尔写了两部戏剧：《弗朗西斯一世》（Francis the First；1832年）和《塞维利亚之星》（The Star of Seville；1837 年）。她还出版过一部日记（1835）和一本诗集（1844年）。
1863年美国内战期间，她出版了《1838年至1839年乔治亚种植园日记》，书中首次使用了“素食主義”一词。
1840年代与巴特勒分居后，肯布尔前往意大利旅行，写就《安慰之年》（A Year of Consolation ，1847年）一书。
1863年，肯布尔还出版了一本戏剧集，其中包括大仲马和弗里德里希·席勒作品的译本。后来又出版了好几本回忆录。

## 后代
肯布尔的大女儿莎拉·巴特勒（Sarah Butler）嫁给了美国医生欧文·琼斯·威斯特 Owen Jones Wister）。他们的独子欧文·威斯特长大后成为一位受欢迎的美国小说家。
范妮的另一个女儿弗朗西斯（Frances）与英格兰牧师詹姆斯·利（James Leigh）在乔治亚州相识，1871年结婚，他们的孩子艾丽丝·利（Alice Leigh）于1874年出生。他们曾试图经营巴特勒家的种植园，但没赚到钱。1877年，他们离开乔治亚州永久移民英国。弗朗西斯曾在战后关于奴隶制制度的争论中为她的父亲辩护，出版了《战后乔治亚种植园的十年》（Ten Years on a Georgian Plantation since the War；1883年），反驳了母亲的说法。